# Luquin
Luquin (en basque Lukin) est une ville et une commune de la communauté forale de Navarre (Espagne).
Elle est située dans la zone non bascophone de la province et à 53,7 km de sa capitale, Pampelune. Le castillan est la seule langue officielle alors que le basque n’a pas de statut officiel. Le secrétaire de mairie est aussi celui de Barbarin, Igúzquiza, Villamayor de Monjardín.

## Démographie
| Évolution démographique                                | Évolution démographique | Évolution démographique | Évolution démographique | Évolution démographique | Évolution démographique | Évolution démographique | Évolution démographique | Évolution démographique | Évolution démographique | Évolution démographique |
| 1996                                                   | 1998                    | 1999                    | 2000                    | 2001                    | 2002                    | 2003                    | 2004                    | 2005                    | 2006                    | 2007                    |
| ------------------------------------------------------ | ----------------------- | ----------------------- | ----------------------- | ----------------------- | ----------------------- | ----------------------- | ----------------------- | ----------------------- | ----------------------- | ----------------------- |
| 132                                                    | 132                     | 131                     | 127                     | 132                     | 134                     | 132                     | 137                     | 139                     | 132                     | 138                     |
| Sources: Luquin et instituto de estadística de navarra |                         |                         |                         |                         |                         |                         |                         |                         |                         |                         |

## Patrimoine

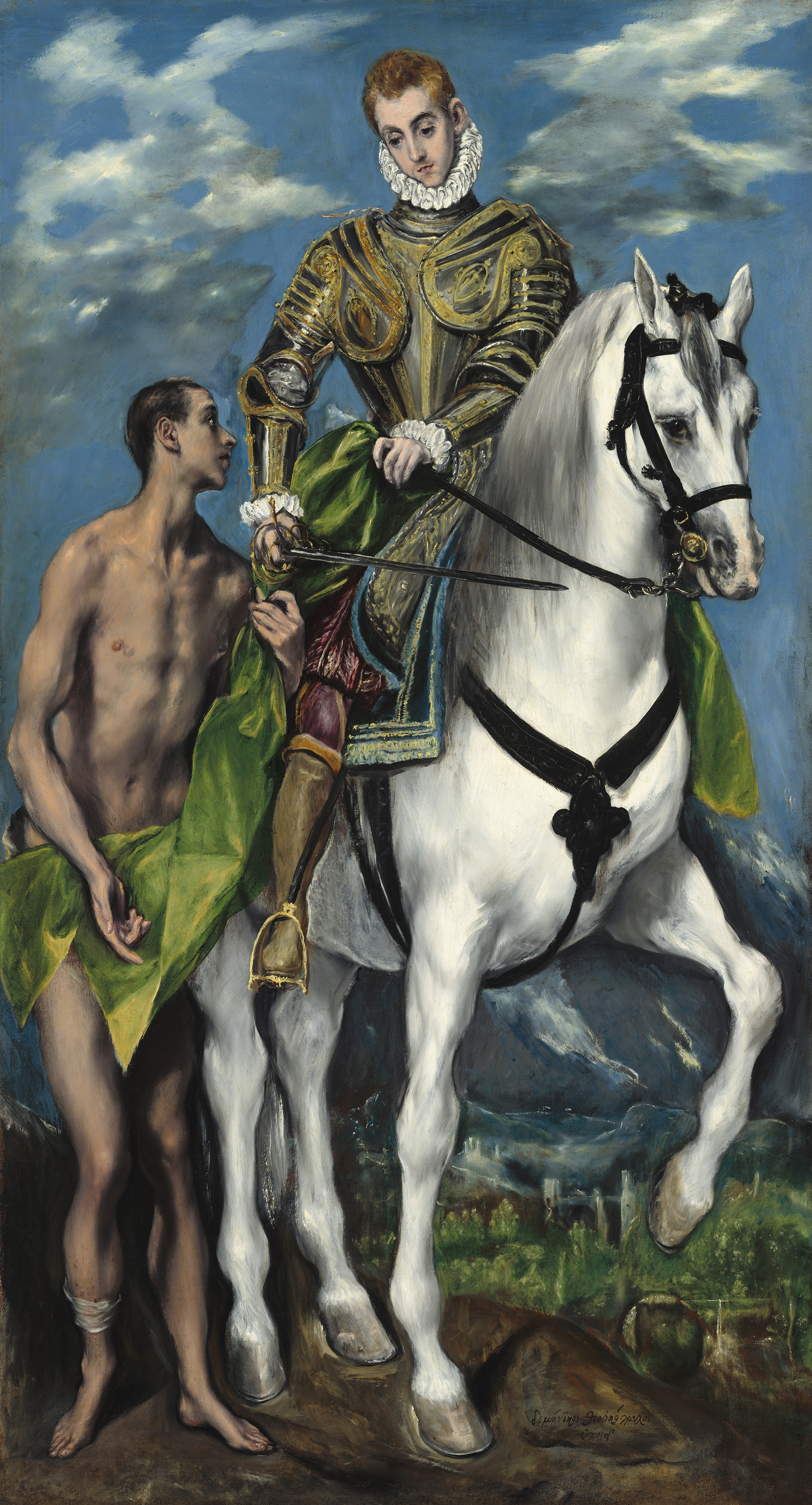
Saint Martin et le mendiant
(El Greco 1597)

### Patrimoine religieux
- L'église Saint Martin de Tours[2]. d'origine médiévale, elle a été agrandie et restaurée fin XVIIe.
- La Basilique, également d'origine médiévale, dédiée à la vierge des remèdes et des miracles est le centre d'une grande dévotion dans cette zone.

### Sources
- (es) Cet article est partiellement ou en totalité issu de l’article de Wikipédia en espagnol intitulé « Luquin » (voir la liste des auteurs).